# Хаїт (корона)

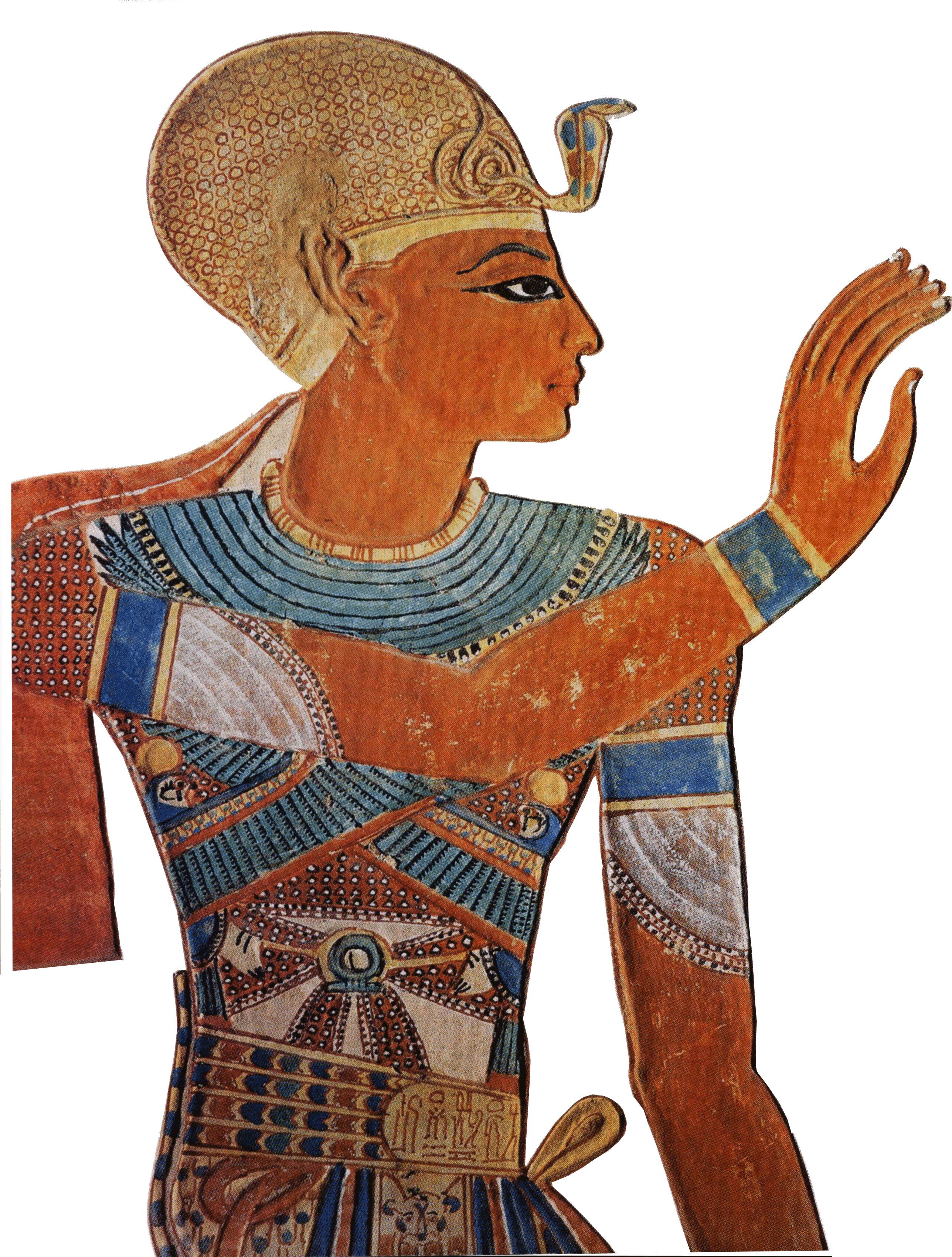
Рамсес III в короні Хаїт. Фреска з гробниці одного з його синів у Долині цариць

Хаїт — давньоєгипетська золота корона фараонів. За зовнішнім виглядом схожий на блакитну корону хепреш. Відмінність від хепреш у тому, що Хаїт не має поздовжнього виступу по периметру корони. Також, як і корону хепреш, Хаїт покривали візерунком з безлічі дрібних кілець, ямочок або гуртків. У лобовій частині корони кріпився урей.
Хаїт використовували при здійсненні ритуальних обрядів.

## Галерея

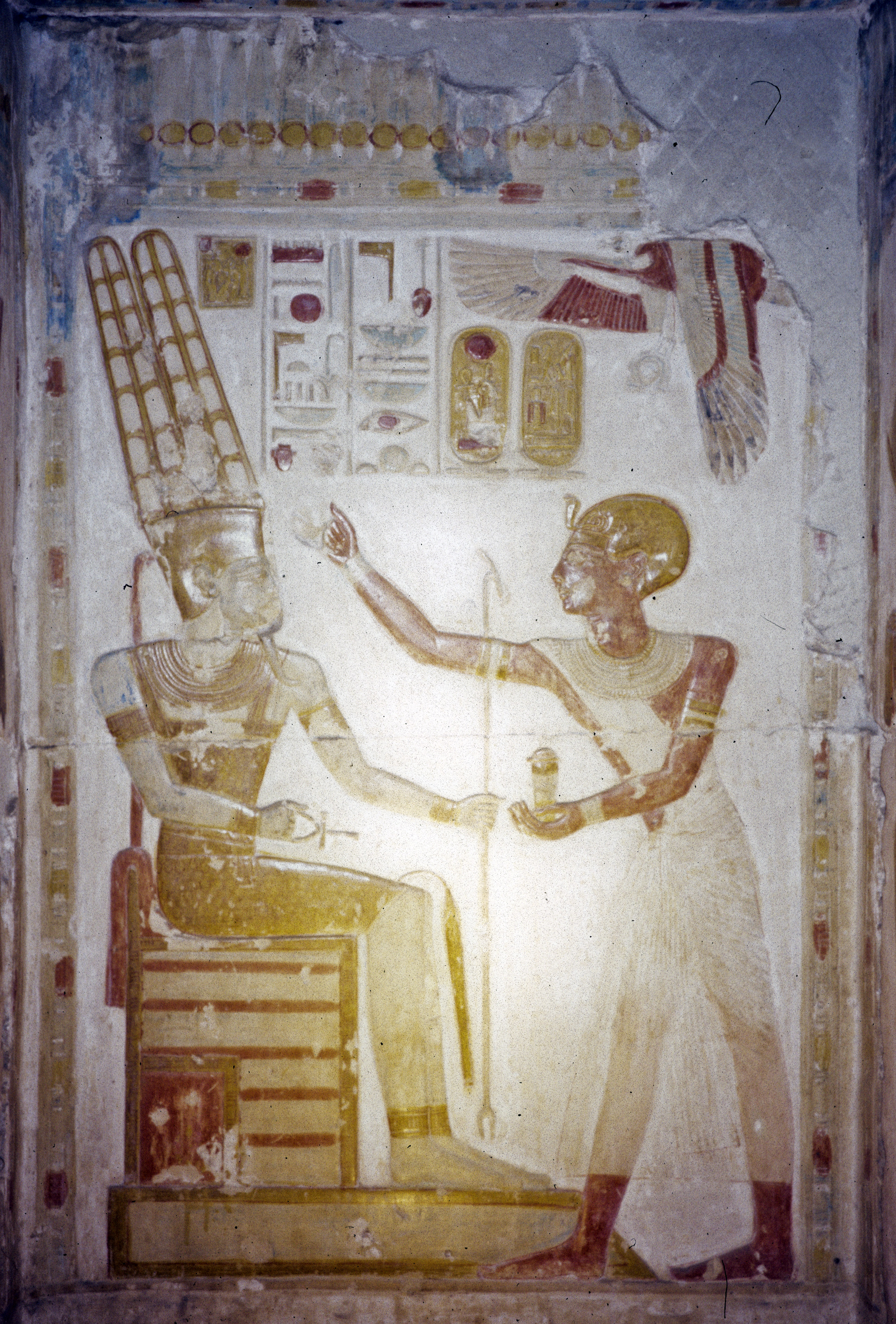
Сеті I перед Амоном у короні Хаїт. Храм Сеті I в Абидосі.
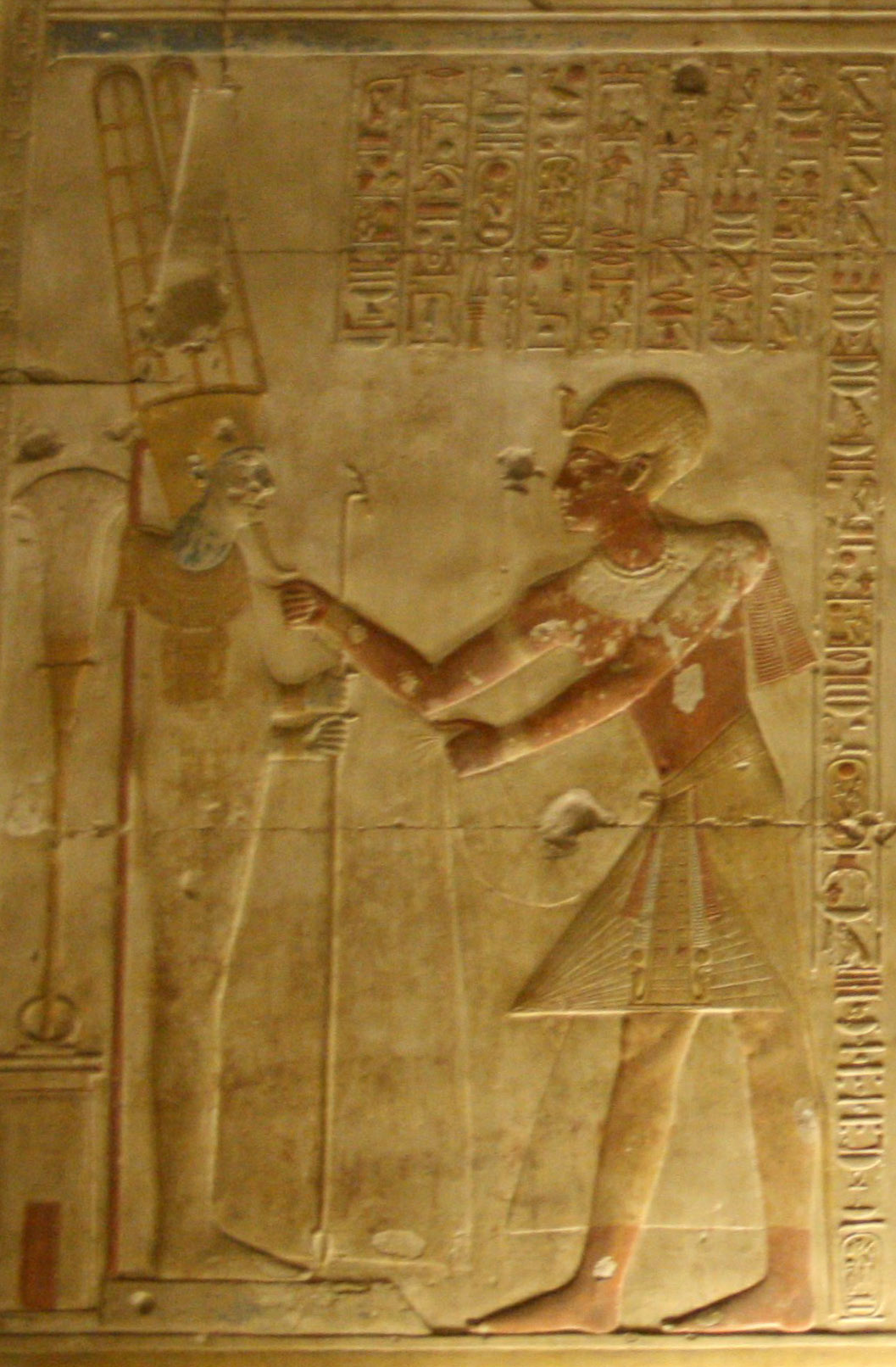
Сеті I перед Амоном у короні Хаїт.